# 梅乌讷莱蒙里约
梅乌讷莱蒙里约（法語：Méounes-lès-Montrieux，法語發音：[meun lɛ mɔ̃ʁijø]）是法国普罗旺斯-阿尔卑斯-蓝色海岸大区瓦尔省的一个市镇，属于布里尼奥勒区。

## 地名
该地名“Méounes-lès-Montrieux”发音为[meun lɛ mɔ̃ʁijø]，“Montrieux”中的字母“t”不发音，《世界地名翻译大辞典》与《世界地名译名词典》将其误译作“梅乌讷-莱蒙特里约”。

## 地理
梅乌讷莱蒙里约（43°16'52"N, 5°58'12"E）面积40.92 平方千米，位于法国普罗旺斯-阿尔卑斯-蓝色海岸大区瓦尔省，该省份为法国东南部沿海省份，北起上普罗旺斯阿尔卑斯省，西北角与沃克吕兹省接壤，西接罗讷河口省，南濒地中海，东临滨海阿尔卑斯省。
与梅乌讷莱蒙里约接壤的市镇（或旧市镇、城区）包括：贝尔让捷、屈埃尔斯、内乌勒、拉罗克布吕萨讷、锡涅、索列斯图卡斯。
梅乌讷莱蒙里约的时区为UTC+01:00、UTC+02:00（夏令时）。

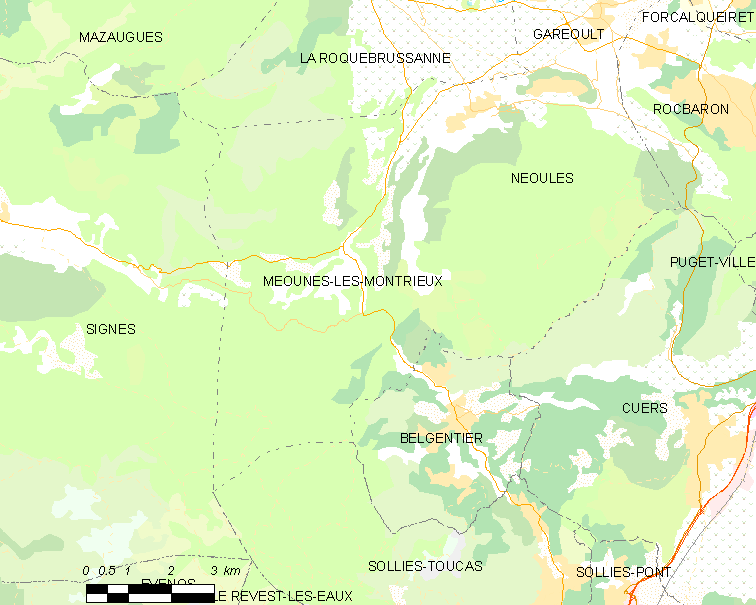
梅乌讷莱蒙里约的OSM定位图

## 行政
梅乌讷莱蒙里约的邮政编码为83136，INSEE市镇编码为83077。

## 政治
梅乌讷莱蒙里约所属的省级选区为加雷乌县。

## 人口

1962-2008年间梅乌讷莱蒙里约人口变化图示

梅乌讷莱蒙里约于2022年1月1日时的人口数量为2260人。